# María Pilar Queralt del Hierro
María Pilar Queralt del Hierro (Barcelona, 24 de marzo de 1954) es una escritora e historiadora española.

## Biografía
Nacida en Barcelona, de madre madrileña y padre catalán, es licenciada en Filosofía y Letras, especialidad en Historia Moderna y Contemporánea por la Universidad Autónoma de Barcelona, donde entre 1979 y 1982 ejerció como profesora de Historia de España en la Facultad de Ciencias de la Información. Vinculada al mundo editorial desde 1976, en él ha desempeñado diversas funciones relacionadas con la iconografía y la edición del libro ilustrado.
En 1984 publicó Balaguer, biografía del poeta y político catalán sobre el que había realizado su tesis de Licenciatura. Especializada en el género biográfico, entre 1997 y 2009 ha publicado La vida y la época de Fernando VII, Madres e hijas en la Historia, Novias Reales, Tórtola Valencia, una mujer entre sombras, Isabel de Castilla, Agustina de Aragón, la mujer y el mito, donde aporta una nueva visión, con rigurosa base historiográfica, de la célebre heroína de la guerra de la Independencia. Tras Mujeres de vida apasionada (2010), publicó Las mujeres de Felipe ll, un recorrido por el universo femenino del Rey Prudente, que le valió el Premio Algaba 2011 de Biografías, Autobiografías, Memorias e investigaciones Históricas y al que siguieron Reinas en la sombra y Los caballeros de la reina, dos compendios de breves biografías de amantes reales, La sombra de Sissi, un fresco en torno a los personajes que marcaron la vida de la mítica emperatriz austriaca y del declive del Imperio y, más recientemente, Amores de leyenda.
En 2003 publicó la novela Inés de Castro, lo que sirvió para consagrarla como una de las más destacadas escritoras de novela histórica españolas y le valió, tras el éxito obtenido en Portugal, ser nombrada miembro de la “Fundação Inês de Castro” con sede en la Quinta das Lágrimas de la ciudad de Coímbra (Portugal). La novela es la primera de la llamada “Trilogía portuguesa” que continuó con Leonor (Eu, Leonor Teles) y La rosa de Coímbra (Memórias da Rainha Santa) sobre el personaje de Isabel de Aragón, reina de Portugal. Tres novelas con las que compone un fresco medieval basado en tres tipologías femeninas: la mujer mito, la mujer poderosa y la mujer mística. Es autora, asimismo, de los libros de relatos Cita en azul  y Las sombras de la tarde y, entre otras, de las novelas históricas Los espejos de Fernando VII, De Alfonso, la dulcísima esposa, La pasión de la reina y Las damas del rey. 
Imparte conferencias y colabora habitualmente en diversos medios de comunicación, entre los que destaca la decana de las revistas de historia de la prensa española, Historia y Vida, donde su firma es habitual desde 1974, así como en Historia National Geographic y otras publicaciones especializadas.
Viajera incansable (ha declarado que “sus dos grandes pasiones son la historia y los viajes”) ha publicado libros y reportajes de viajes como Montserrat, el dragón dormido, España: tierra, agua, fuego y aire, Los mejores castillos de España, Ciudades españolas Patrimonio de la Humanidad y Un país sorprendente (8 vols.), estos últimos en coautoría con Javier Tomé, así como diversas guías. En noviembre de 2004 obtuvo el primer premio del Certamen de Prensa de Turismo de Bélgica por su artículo Las damas de Flandes publicado en Viajes National Geographic, galardón que repitió en 2006 con el artículo Brujas, encaje de piedra y agua.
Sus libros han sido traducidos al portugués, rumano, inglés, francés, alemán, ruso e italiano.
Tiene dos hijos, José Ramón (1979) y Gloria (1982) de su matrimonio con el biólogo y divulgador científico Ramón Llobet Colomé (1953-2023).

## Obra

### Biografía
- Balaguer (1984).
- La vida y la época de Fernando VII (1997).
- Madres e hijas en la historia (2002).
- Novias reales (2004).
- Tórtola Valencia, una mujer entre sombras (2005).
- Agustina de Aragón, la mujer y el mito (2009).
- Atlas ilustrado de Cristóbal Colón (2010)
- Mujeres de vida apasionada (2010), publicada en Portugal como Mulheres de vida apaixonada (2011)
- Las mujeres de Felipe ll (2011), IX Premio Algaba de Biografías e Investigaciones Históricas
- Reyes y reinas de España (2011)
- Isabel de Castilla. Reina, mujer y madre (2012)
- As mulheres do Marqués de Pombal (2013, en portugués)
- Atlas ilustrado de la Casa de Borbón (2014)
- Reinas en la sombra (2014)
- Los caballeros de la reina (2015)
- La sombra de Sissi (2016)
- Amores de leyenda (2022)
- Guerreras (2025)

### Ensayo
- Atlas ilustrado de la Historia de España (2006).
- Oligarquía y caciquismo en la Andalucía de la Restauración (2008).
- El parche de la princesa de Éboli y otras 350 anécdotas de la historia (2009).
- Atlas ilustrado de la historia del ferrocarril en España(2015).
- Gula (colección "Los pecados capitales en la historia de España") (2016).
- Tal como éramos. Las niñas que fuimos y las mujeres que somos (2016).
- Protagonistas de la historia Anecdotario (2020).
- Ilustradas. Damas y salones literarios en el siglo XVIII´´ (2024)

### Novela histórica
- Los espejos de Fernando VII (2001).
- Inés de Castro (2003) publicada en Portugal como Inês de Castro (2004, 8 ediciones).
- De Alfonso, la dulcísima esposa(2004).
- La pasión de la reina (2006).
- Leonor (2007) publicada en Portugal como Eu, Leonor Teles (2008, 2 ediciones).
- La rosa de Coímbra (2009), publicada en Portugal como Memórias da Rainha Santa (2009).
- Las damas del rey (2011), publicada en Portugal como As mulheres de D. Manuel I (2010)
- Una gota de rocío (2015)
- Juana de Castilla (2020)
- Leonor de Aquitania (2021)
- Isabel de Farnesio (2021)
- Isabel de Este (2021)

### Actualidad
- Masako, la princesa triste (2006).
- Atlas ilustrado de Juan Carlos I (2011).
- Atlas ilustrado de Adolfo Suárez (2014)
- Crónicas de la España negra (2016)

### Viajes
- Montserrat, el dragón dormido (2002).
- España: tierra, agua, fuego y aire (2002).
- Los mejores castillos de España (2004).
- La Sierra Norte de Madrid (2005).
- Barcelona desde el aire (2006).
- Ciudades españolas Patrimonio de la Humanidad (2007).
- Un país sorprendente (2006-2008) (en coautoría con Javier Tomé).
- Destinos urbanos que te dejarán huella (2010)

### Narrativa
- Cita en azul (1995).
- Las sombras de la tarde (2005).
- La mujer sin nombre (relato) en la obra colectiva Pequeñas historias (2014)
- El retrato del general (relato) en la obra colectiva Retales del pasado (2015)
- A modo de prólogo (relato) en la obra colectiva Cervantes tiene quien le escriba (2016)
- Sin acuse de recibo (relatos) (2016)
- Olor a pólvora  en Historias de la historia y otros cuentos (2024)

### Infantil
- De la A a la Z. El camino de la lengua castellana (2010)

- Datos: Q6004451